# Thamnium malgachum
Thamnium malgachum là một loài rêu trong họ Neckeraceae. Loài này được Cardot mô tả khoa học đầu tiên năm 1915.